# Nikołaj Matiuchin
Nikołaj Matiuchin, ros. Николай Иванович Матюхин (ur. 13 grudnia 1968 w Żukowskim) – rosyjski lekkoatleta specjalizujący się w chodzie sportowym, dwukrotny uczestnik letnich igrzysk olimpijskich (Atlanta 1996, Sydney 2000).
Mąż sprinterki Tatjany Czebykiny.

## Sukcesy sportowe
- mistrz Rosji w chodzie na 50 kilometrów – 1995[1]

| Rok  | Miasto        | Zawody                            | Konkurencja   | Wynik         |
| ---- | ------------- | --------------------------------- | ------------- | ------------- |
| 1995 | Göteborg      | Mistrzostwa świata                | chód na 50 km | 10. miejsce   |
| 1997 | Podiebrady    | Puchar świata w chodzie sportowym | chód na 50 km | srebrny medal |
| 1999 | Sewilla       | Mistrzostwa świata                | chód na 50 km | srebrny medal |
| 1999 | Mézidon-Canon | Puchar świata w chodzie sportowym | chód na 50 km | brązowy medal |
| 2000 | Sydney        | Igrzyska olimpijskie              | chód na 50 km | 5. miejsce    |
| 2001 | Dudince       | Puchar Europy w chodzie sportowym | chód na 50 km | srebrny medal |
| 2002 | Turyn         | Puchar świata w chodzie sportowym | chód na 50 km | 4. miejsce    |

## Rekordy życiowe
- chód na 20 kilometrów – 1:19:42 – Adler 14/02/1993
- chód na 50 kilometrów – 3:40:13 – Mézidon-Canon 02/05/1999